# Acid abietic
Acidul abietic este un compus organic răspândit în natură, fiind un component al rășinii naturale produse de copaci (în special de conifere). Abietații sunt esterii acestui acid.

## Obținere și proprietăți
Acidul abietic este extras din colofoniu. În formă pură, este un solid incolor, însă majoritatea formelor disponibile comercial sunt colorate în galben și parțial cristaline și se topesc la temperaturi începând cu  85 °C.
Face parte din clasa diterpenelor derivate de abietan.